# Jicchak Perec (1936–2002)
Jicchak Perec (hebrejsky יצחק פרץ‎; 3. června 1936 – 17. října 2002) byl izraelský politik a poslanec Knesetu za strany Likud, Rafi-Rešima mamlachtit, Likud a Ma'arach.

## Biografie
Narodil se ve městě Casablanca v Maroku. V roce 1950 přesídlil do Izraele. V letech 1957–1963 pracoval jako učitel ve městě Rišon le-Cijon.

## Politická dráha
V roce 1956 vstoupil do strany Mapaj. V roce 1963 zasedl v městské samosprávě ve městě Dimona, kde pak v letech 1971–1974 působil jako starosta. Roku 1965 se přidal ke straně Rafi. V roce 1968 byl jedním z vůdců strany Rešima mamlachtit. Od roku 1970 zasedal v předsednictvu Světové sefardské federace. Pomáhal se vznikem strany La'am, která se přidala k Likudu. V letech 1978–1982 byl předsedou Sionistického výkonného výboru. V letech 1979–1982 rovněž zastával post předsedy Galilejského rozvojového fondu při Židovské agentuře.
V izraelském parlamentu zasedl poprvé po volbách v roce 1973, do nichž šel za stranu Likud. Stal se místopředsedou Knesetu a členem výboru pro vzdělávání a kulturu a výboru státní kontroly. Znovu za Likud úspěšně kandidoval ve volbách v roce 1977, po nichž se stal členem výboru pro ekonomické záležitosti, výboru státní kontroly, výboru finančního, výboru pro zahraniční záležitosti a obranu a výboru práce a sociálních věcí. V lednu 1981 rezignoval na členství v Likudu a připojil se k frakci Rafi-Rešima mamlachtit (volná návaznost na dvě starší politické strany), aby se nakonec opět vrátil do poslaneckého klubu Likudu. Ve volbách v roce 1981 mandát obhájil za Likud. Zasedl coby člen ve výboru pro záležitosti vnitra a životního prostředí, výboru státní kontroly, výboru práce a sociálních věcí a výboru finančním. V říjnu 1982 přestoupil do strany Ma'arach. Za ní byl pak zvolen za poslance ve volbách v roce 1984. Stal se členem výboru finančního, výboru pro zahraniční záležitosti a obranu, výboru práce a sociálních věcí a výboru pro záležitosti vnitra a životního prostředí. Předsedal podvýboru pro výcvik inženýrů a podvýboru pro záležitosti životního prostředí.
Zastával i vládní posty. V letech 1977–1979 byl náměstkem ministra průmyslu, obchodu a turismu.